# Diana Wynne Jones
Diana Wynne Jones   (Londres, 16 d'agost de 1934 - Bristol, 26 de març de 2011) va ser una novel·lista, poeta, acadèmica, crítica literària i escriptora britànica. La seva obra se centra bàsicament en la fantasia i ficció especulativa, sovint enfocada a un públic juvenil i infantil. Tot i això, alguns dels seus escrits incorporen la ciència-ficció i elements realistes. Alguns dels temes que Jones va explorar van ser els viatges en el temps i els universos paral·lels o múltiples.
Diana Wynne Jones ha estat reconeguda com una de les influències d'alguns autors i autores contemporanis de fantasia i ciència ficició com ara Philip Pullman, J.K. Rowling, Terry Pratchett, Penelope Lively, Robin McKinley, Dina Rabinovitch, Megan Whalen Turner i Neil Gaiman. Gaiman, de fet, la va descriure com "simplement la millor escritora per a la infància de la seva generació".
La seva obra ha estat nominada a diversos premis. Va ser dues vegades finalista del premi Hugo, nominada catorze vegades al premi Locus, set vegades al premi Mythopoeic, dues vegades al British Fantasy Award i dues vegades al World Fantasy Award, que va guanyar el 2007.

## Primers anys
Jones va néixer a Londres, en el si d'una família de mestres formada per Richard Aneurin Jones i Marjorie Jones (de soltera Jackson). Quan només tenia cinc anys, després de la declaració de guerra al Regne Unit, va ser evacuada a Pontarddulai (Gal·les), on el seu avi era capellà d'una parròquia. No va residir gaire temps a Gal·les a causa d'una disputa familiar i això la va portar a viure diversos trasllats, incloent algus períodes a Lake District (York) fins que va tornar a Londres. El 1943 la seva família es va establir finalment a Thatxed (Essex) on els seus pares van trobar feina com a directors d'un centre educatiu. Allà, Jones i les seves dues germanes menors Isobel (més tard Isobel Armstrong, crítica literària) i Ursula van viure una infància lliure, oberta a la seva pròpia voluntat.
Després d'assistir a Friends' School a Saffron Walden va estudiar Llengua Anglesa al St Anne's College d'Oxford on va assistir a conferències de C. S. Lewis i J. R. R. Tolkien. Es va graduar el 1956. El mateix any es va casar amb John Burrow, un destacat investigador en literatura medieval, amb qui va tenir tres fills, Richard, Michael i Colin. Després d'una breu estada a Londres, el 1957 la parella va tornar a Oxford, on van residir fins al seu trasllat a Bristol el 1976.

## Carrera literària
Jones va començar a escriure a mitjans de la dècada de 1960, principalment per una qüestió de salut mental durant la criança del seu fill més petit, mentre la família estava residint en una casa propera a la universitat d'Oxford. A més dels fills, Jones se sentia atrapada per la crisi dels adults amb qui compartia la seva llar: la malaltia del seu marit, la seva sogra, una de les seves germanes, i una amiga que tenia una filla. El seu primer llibre va ser una novel·la per a adults publicada per Macmillan el 1970, titulada Changeover.
Els llibres de Jones van des de situacions de comèdia slapstick fins a obres amb una aguda observació de la societat i a la enginyosa paròdia de fórmules literàries. Entre aquestes últimes obres destaquen The Tough Guide To Fantasyland i la seva peça de ficció, Dark Lord of Derkholm, que ofereixen una crítica despietada de les èpiques fórmules d'espasa i bruixeria.
Els llibres de Harry Potter sovint es comparen amb les obres de Diana Wynne Jones. Molts dels seus primers llibres infantils havien estat descatalogats en els darrers anys, però l'interès per les novel·les del bruixot anglès va revifar l'interès del públic jove per la fantasia i la lectura d'obres similars. Les obres de Jones també es comparen amb les de Robin McKinley i Neil Gaiman. De fet Gaiman va dedicar la seva minisèrie de còmics en quatre parts The Books of Magic (1991) a "quatre bruixes", de les quals Jones era una.
Per Charmed Life, la primera novel·la de l'heptalogia Chrestomanci, Jones va guanyar el 1978 el premi Guardian Children's Fiction Prize, un guardó atorgat pel diari The Guardian i que compte amb un jurat format per escriptors especialitzats en històries infantils. El 1996 va guanyar la secció infantil del Mythopoeic Fantasy Award per The Crown of Dalemark, el llibre que cloia l'heptalogia, i el 1999 per Dark Lord of Derkholm. Durant quatre anys consecutius va ser finalista del premi literari anual de la Mythopoeic Society.
La novel·la El Castell Ambulant (How'ls Moving Castle) es va publicar el 1986 i va estar inspirada en un nen que va conéixer l'autora durant una visita a la seva escola i que li va demanar a Jones que fes un llibre sobre un castell ambulant. Va ser publicat primer per Greenwillow als Estats Units, on va ser finalista del Boston Globe–Horn Book Award anual en ficció infantil. El 2004, Hayao Miyazaki va fer la pel·lícula d'animació en japonès Howl's Moving Castle, que va ser nominada a l'Oscar a la millor pel·lícula d'animació.
El llibre de Jones sobre els tòpics de la ficció fantàstica, The Tough Guide To Fantasyland (1996) va esdevenir un manual de culte entre els entre escriptors i crítics en llengua anglesa. Va ser reeditat al Regne Unit, i ha estat reeditat als Estats Units el 2006 per Firebird Books. L'edició Firebird té material addicional i un disseny completament nou, inclòs un mapa.
La British Fantasy Society va reconèixer el seu impacte significatiu en la fantasia amb el seu premi Karl Edward Wagner el 1999.També va rebre un D.Litt honorari de la Universitat de Bristol el juliol de 2006 i el World Fantasy Award for Life Achievement el 2007.
L'agost de 2014, Google va commemorar Diana Wynne Jones amb un Google Doodle creat per l'artista Sophie Diao.

## Malaltia i mort
Jones va rebre un diagnòstic de càncer de pulmó a principis de l'estiu de 2009. Va ser operada al juliol i es va informar al públic de que la intervenció havia estat un èxit. No obstant això, el juny de 2010 va anunciar que interrompria la quimioteràpia, en aquell moment estava escrivint una nova novel·la i tenia plans per treballar en la següent. Va morir a causa de la seva malaltia el 26 de juny de 2011.
La història en què estava treballant quan es va posar greument malalta, The Islands of Chaldea, va ser acabada per la seva germana, l'escriptora Ursula Jones, el 2014.

## Obra

### Obra publicada en català
- El castell ambulant (2022) Editorial Raig Verd[23][24]

### Llibres per a adults
- Changeover (1970) - publicat una altra vegada el 2004 amb una nova introducció de l'autora, "The Origins of Changeover"
- A Sudden Wild Magic (1992) - Nominada al British Fantasy Award
- Deep Secret (1997)

### Selecció de llibres infantils i juvenils
- Dogsbody (1975) – Carnegie Medal
- Archer's Goon (1984) – Nominat a World Fantasy Award for Best Novel
- Fire and Hemlock (1984) Finalista del Mythopoeic Fantasy Award

- The Islands of Chaldea (2014), novel·la inacabada publicada per Ursula Jones

### Series de llibres

#### Sèrie de Chrestomanci
1. Charmed Life (1977)
2. The Magicians of Caprona (1980)
3. Witch Week (1982)
4. The Lives of Christopher Chant (1988)
5. Mixed Magics (2000), històries curtes
6. Conrad's Fate (2005)
7. The Pinhoe Egg (2006)

Sèrie del Castell Ambulant
1. Howl's Moving Castle (1986) – Premi Phoenix Award 2006
2. Castle in the Air (1990) – Finalista del Mythopoeic Fantasy Award infantil
3. House of Many Ways (2008) – Finalista del Mythopoeic Fantasy Award infantil

### No-ficció
- The Skiver's Guide (1984)
- The Tough Guide to Fantasyland (1996)